# عبدالحمید شومان
عبدالحمید شومان (۱۸۸۸ – ۹ سپتامبر ۱۹۷۴) اقتصاددان، تاجر، نیکوکار و بانکدار فلسطینی بود.او خودآموخته بود و به ملی‌گرایی در دورهٔ قیمومیت بریتانیا بر فلسطین شهرت داشت. در سال ۱۹۱۱ به ایالات متحده آمریکا مهاجرت کرد و به تجارت پوشاک پرداخت. پس از بازگشت، بانک عرب را در سال ۱۹۳۰ در قدس تأسیس کرد که نخستین مؤسسهٔ بزرگ عربی اقتصادی در فلسطین به‌شمار می‌رود. پس از نکبت موفق شد از بانک محافظت کند و فعالیت آن را گسترش دهد. فعالیت عبدالحمید شومان محدود به عرصۀ اقتصادی نبود، بلکه به عرصۀ ملی و علمی نیز کشیده شد.  نام وی به مؤسسه‌ای که به امور فرهنگی و کمک به تأمین مالی تحقیقات و مطالعات علمی و فکری می‌پردازد، پیوند خورده است که چهار سال پس از مرگش در سال ۱۹۷۸ بنا به وصیتش بنیان‌گذاری شد. کمک‌های شومان به بخش بانکی منطقه و تلاش‌های بشردوستانه او، میراثی ماندگار به جا گذاشته است.

## زندگی و پیشه
او در سال ۱۸۸۸ یا ۱۸۸۹ در روستای بیت حنینا در ناحیهٔ قدس، متصرفیه قدس، امپراتوری عثمانی، به دنیا آمد. پدرش احمد نام داشت. تحصیلات ابتدایی خود در مکتبی آغاز کرد، اما به اتمام نرساند. به زودی به دلیل بدرفتاری شیخ مکتب با او، در هفت سالگی تحصیل را رها کرد و به کار یدی به عنوان باربر سفال در خدمت معماران در قدس روی آورد. پس از آن به همراه برادرانش عیسی و موسی در معدن سنگ مشغول به کار شد و در آنجا، سنگ‌ها را از بیت حنینا به بیت‌المقدس منتقل می‌کرد و به صاحبان ساختمان‌ها می‌فروخت.با گذشت زمان، او توانایی‌های خود را در محل کار، به ویژه پس از ورود برادرانش به خدمت سربازی در ارتش عثمانی، ثابت کرد و مسئولیت کامل کار را بر عهده گرفت. ایده‌های اقتصادی او زمانی آشکار شد که به فکر فروختن سنگ‌های خُردشده (حک‌شده) به جای خام‌فروشی افتاد. سود او دو برابر شد تا اینکه در چند ماه به ۵۰ لیرهٔ طلا رسید. میل بزرگی در او به وجود آمد که زندگی خود را تغییر دهد، این تمایل زمانی عمیق شد که او سرگذشت موفقیت‌آمیز برخی مهاجران فلسطینی و سایر مردم‌های کشورهای عربی به ایالات متحده آمریکا در تجارت را شنید. همچنین، در نتیجهٔ شرایط بد اقتصادی در اواخر دوران عثمانی، موج مهاجرت به آمریکا افزایش یافته بود. او تصمیم به مهاجرت گرفت و یک روز صبح در تابستان سال ۱۹۱۱ علی‌رغم مخالفت خانواده‌اش، خانه و دیار خود را ترک کرد و سوار کشتی عازم آمریکا شد، در حالی که در جیبش فقط ۳۲ دلار بود.

### سال‌های آمریکا
در اولین دورهٔ اقامت خود در آمریکا به عنوان یک دستفروش لباس در خیابان‌های نیویورک مشغول به کار شد.عبدالحمید شومانِ مهاجر، به عنوان یک فروشندهٔ خیابانی لباس، رفت‌وآمد بین شهرهای بزرگ ایالات متحده آمریکا را آغاز کرد و در سال‌های اول رنج‌های زیادی کشید تا جایی که تقریباً از مهاجرت پشیمان شد. سپس در شهر بالتیمور اقامت گزید در آنجا تعدادی از دستفروشان عرب را به خدمت گرفت و برای آنها اجناس عمده‌فروشی خرید و بر روند فروش آنها نظارت داشت. پس از این موفقیت، او احساس کرد که این شهر با جاه‌طلبی او سازگار نیست، بنابراین به نیویورک بازگشت.سپس فروشگاه کوچک تجاری باز کرد که بعدها به فروشگاه بزرگی در نیویورک تبدیل شد. فروشگاه کوچک او که به یک کارخانهٔ پوشاکِ آماده، در شهر نیویورک تبدیل شد؛ عنوانش، هم‌نام خود او بود. او فروشگاهی برای فروش پارچه‌های ابریشمی و لباس‌های آماده تأسیس کرد و تمام تلاش خود را صرف این فروشگاه کرد. پس از جنگ جهانی اول به عنوان کارخانهٔ تولید پوشاک آماده و منسوجات خانگی تأسیس شد، زمانی که او قادر به واردات کالا از خارج از کشور نبود. پس از مدتی او شروع به واردات ابریشم خام از ژاپن، چین و اروپا کرد و به تولید، دوخت آن، تجارت محصولات پارچه‌ای و فروش عمدهٔ محصولات خود به تاجرانی در سراسر ایالات متحده پرداخت.
قوانین اقتصادی و مقررات بانکی آمریکا تأثیر زیادی در جهت‌دهی فعالیت عبدالحمید شومان به سمت بانک‌ها و احساس اهمیت اقتصادی آنها داشت. هنگامی که طلعت حرب، بانک مصر را در سال ۱۹۲۰ تأسیس کرد، عبدالحمید شومان ایده‌ای را برای او ارسال کرد تا در تأسیس بانکی در قدس به نام «بانک مصری-فلسطینی» با او مشارکت کند، اما طلعت حرب در پذیرش این ایده مردد بود.
وی در سال‌های اقامت در ایالات متحده آمریکا فعالیت‌های اجتماعی، خیریه و روزنامه‌نگاری زیادی انجام داد. او زمینی خرید تا قبرستان مسلمانان در نیویورک باشد. به دانشجویان عرب تسهیلات و کمک می‌کرد و از روزنامه‌های منتشر شده به زبان عربی حمایت می‌کرد. او همچنین یک روزنامهٔ عربی به نام «الدبور» منتشر کرد که به صورت رایگان در میان جوامع عرب در آمریکا و مکزیک توزیع می‌شد. در جمع‌آوری و ارسال کمک‌های مالی برای حمایت از مبارزات دو جنبش ملی در فلسطین و سوریه فعال بود. وقتی تاریخ‌نگار سیاسی عجاج نویهض در سال ۱۹۲۹ در اولین سال دوستی از او پرسید که «دلایل موفقیت شما در آمریکا چیست؟» شومان پاسخ داد: «سه چیز است: در مدتی که در آمریکا بودم، نه زنان می‌شناختم، نه شراب می‌نوشیدم و نه سیگار می‌کشیدم.» شومان ۱۸ سال در آمریکا ماند تا اینکه صاحب یکی از بزرگ‌ترین مؤسسات فروش لباس زنانه و منسوجات خانگی در نیویورک شد.

### بانکداری

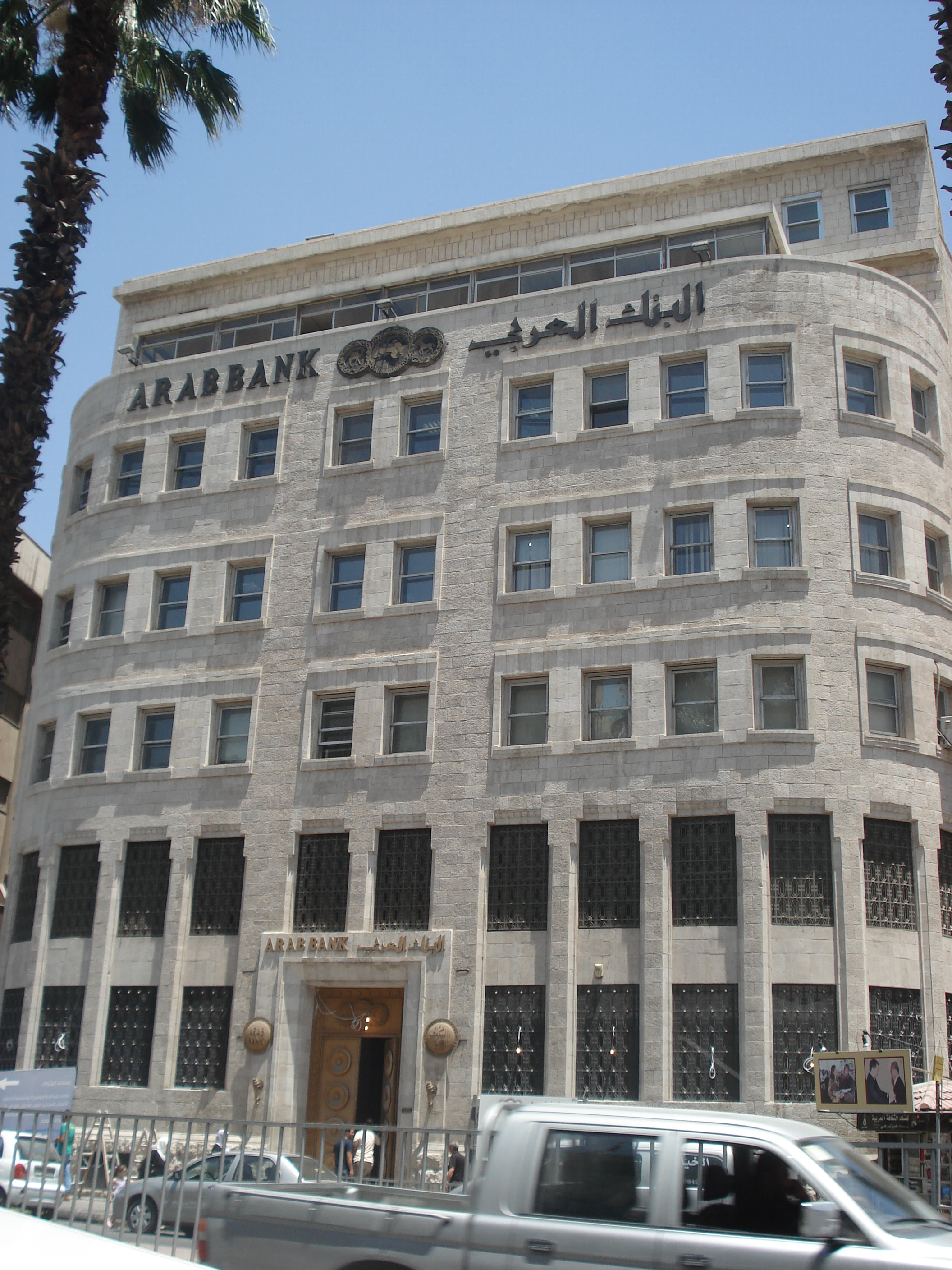
ساختمان قدیمی بانک عرب، مرکز شهر امان، اردن.

در سال ۱۹۲۹، شومان در راه بازگشت به مهینش، از قاهره بازدید کرد و با طلعت حرب در مورد مراحل پروژه و میزان مشارکت مصر به توافق رسید. هنگامی که او به قدس رسید، برای اجرای آن پروژه تلاش کرد و پاسخ سریع بود؛ بسیاری از مردم موافقت کردند که برای مشارکت در بانک پیشنهادی مشترک شوند. اما با وقوع انقلاب ۱۹۲۹، طلعت حرب از مشارکت کنار کشید. اکراه او مانع از آن نشد که عبدالحمید شومان به تنهایی این پروژه را دنبال کند، بنابراین درخواست تأسیس بانک عرب/ی (به عربی: البنك العربي) با سرمایهٔ ۱۵ هزار پوند فلسطینی را ارائه کرد. این بانک به‌طور رسمی در ۲۱ مهٔ ۱۹۳۰ به ثبت رسید و در ۱۴ ژوئیهٔ ۱۹۳۰ در مرکز اصلی خود در قدس، فعالیت خود را با هشت سهامدار و ده کارمند آغاز کرد. سپس در اکثر شهرهای فلسطین شعبه باز کرد. وی در مورد انتخاب نام «عرب/ی» برای بانک، در یک از مناسبت‌ها گفت: «زمانی که تصمیم به تأسیس این بانک گرفتم، نمی‌خواستم آن را به نام خودم یا نام روستایم بیت حنینا یا کشورم فلسطین بگذارم، بلکه نام ملت عرب و میهن بزرگ باشد، پس اسمش را گذاشتم: بانک عرب.» به لطف حمایت عمو و پدر همسرش، احمد حلمی عبدالباقی، بانک عرب خیلی سریع توسعه یافت و در اکثر شهرهای فلسطین شعبه‌دار شد.
او در عضویت «کمیتهٔ مرکزی کمک به آسیب‌دیدگان فلسطین» که تشکیل آن در ۵ سپتامبر ۱۹۲۹ پس از «انقلاب براق» رسماً توسط مجلس اعلای اسلامی اعلام شد، شرکت کرد و به عنوان خزانه‌دار آن انتخاب شد. قبل از تأسیس حزب استقلال در سال ۱۹۳۲ از دوستان نزدیک اکثر اعضای آن بود و تقریباً یکی از ارکان آن بود، اگرچه او می‌خواست از فعالیت مستقیم حزبی دور بماند تا تمام وقت خود را به مدیریت بانکی که تأسیس کرده بود، اختصاص دهد. او به همراه عونی عبدالهادی، محمد عزت دروزه و عجاج نویهض در انتشار بیانیه‌ای در ۲۲ آوریل ۱۹۳۶ شرکت کرد که خواستار حمایت از فراخوان برای ادامهٔ اعتصاب عمومی علیه سیاست بریتانیا شد.
شومان از جمله پنج نماینده‌ای بود که در «کنفرانس کمیته‌های ملی» که در شهر قدس در ۷ مهٔ ۱۹۳۶ برگزار شد، به نمایندگی از کمیتهٔ ملی در قدس حضور داشت. آنان تصمیم گرفتند تا اعلام کنند تا زمانی که دولت بریتانیا سیاست خود را به نفع صهیونیسم تغییر ندهد، مالیات پرداخت نپردازند. او به عنوان یکی از اعضای «کمیتهٔ تدارکات و تحریم» انتخاب شد که برای کمک به افراد آسیب‌دیده از اعتصاب عمومی تشکیل شده بود. عبدالحمید شومان به عنوان خزانه‌دار صندوق اجرایی که برای نظارت بر اعتصاب عمومی در سال ۱۹۳۶ تشکیل شده بود، انتخاب شد. مقامات بریتانیا او را در ژوئیه ۱۹۳۶ به همراه دیگر ملی‌گرایان فلسطینی بازداشت‌شده در زندان صرفند در نزدیکی رمله برای چند ماه دستگیر کردند، سپس آزاد شد. در سال ۱۹۳۸ او را دوباره دستگیر کردند و به زندان المزرعه در نزدیکی عکا بردند.در زندان، علوم زبان عربی، صرف و نحو و قرآن را نزد شیخی از صفد فرا گرفت.
شومان در دوران نکبت ۱۹۴۸ و در بحبوحهٔ فروپاشی عمومی نه تنها توانست سپردهٔ هزاران شهروند را در بانک خود حفظ کند، بلکه موفق شد شعبه‌هایی در چندین کشور عربی و خارجی تأسیس کند؛ هرچند، بعد از خروج بریتانیا از فلسطین و تأسیس اسرائیل، این بانک شعبه‌های خود را در یافا و حیفا از دست داد. هنگامی که مشتریانی که مجبور به فرار از کشور شده بودند، سپرده‌های خود را درخواست کردند، بانک عرب اصرار داشت که تمام مطالبات به‌طور کامل بازگردانده شود. این تصمیم، بانک را به شهرت رساند و نقطهٔ عطفی تاریخی در توسعهٔ آن بود. شعبه‌های بسته مجدداً تأسیس شد، شعبهٔ حیفا در بیروت و شعبهٔ یافا در نابلس و سپس در رام‌الله تأسیس شد. هنگامی که ناآرامی‌های داخلی بر شعبهٔ قدس تأثیر گذاشت، عملیات بانک به دفاتر مستقر در کهن‌شهر قدس منتقل شد.در سال ۱۹۴۸، دفتر مرکزی بانک به امان، اردن جابجا گشت که در واقع شعبهٔ آن بود که در سال ۱۹۳۴ افتتاح شده بود و بانک رسماً به عنوان یک شرکت سهامی عام در اردن نظر گرفته شد. شومان شعبه‌های این بانک را در کشورهای مختلف عربی نیز افتتاح کرد. در سال ۱۹۵۵، این بانک در سوریه، لبنان، عراق، مصر، لیبی، عربستان سعودی و سودان شعبه داشت.

## زندگی شخصی
برادرانش: عیسی، موسی و یوسف نام داشتند و فرزندان او: عبدالمجید (از همسر اولش که در خارج از کشور درگذشت)، خالد و نجوا از همسر دومش سَنیه دختر احمد حلمی عبدالباقی بودند.

## درگذشت و میراث
عبدالحمید شومان در ۹ سپتامبر ۱۹۷۴ در شهر کارلووی واری، جمهوری چک درگذشت. پیکرش به بیت‌المقدس منتقل شد و در کنار مسجد الاقصی به خاک سپرده شد. در زمان مرگش، سرمایهٔ بانک به ۵٬۵۰۰٬۰۰۰ دینار اردنی، دارایی آن به ۴۵۲٬۱۶۱٬۱۳۰ دینار و شعب آن به ۴۵ شعبه در سه قاره رسید.عبدالحمید شومان پس از مرگش، تأسیس مؤسسه‌ای را وصیت کرده بود که به امور فرهنگی و کمک به تأمین مالی تحقیقات و مطالعات علمی، فکری، پزشکی و فناوری به نفع همه کشورهای عربی بپردازد. «بنیاد عبدالحمید شومان» در واقع در سال ۱۹۷۸ به ابتکار پسرش عبدالمجید در امان تأسیس شد و مهم‌ترین بخش‌های آن عبارت‌اند از: مجمع فرهنگی عبدالحمید شومان، کتابخانهٔ عمومی و سامانهٔ اطلاعاتی، کتابخانهٔ کودکان و دارالفنون.